# St. Martin im Mühlkreis
St. Martin im Mühlkreis, Sankt Martin im Mühlkreis – gmina targowa w Austrii, w kraju związkowym Górna Austria, w powiecie Rohrbach. Liczy 3638 mieszkańców (1 stycznia 2015).